# Max von Siebert

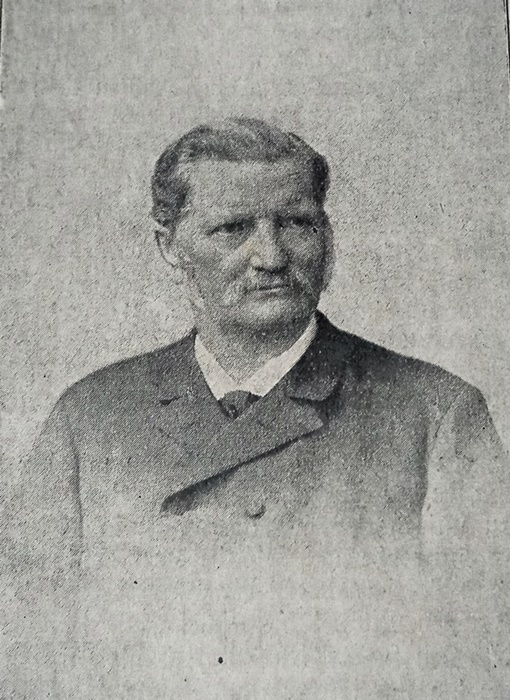
Max von Siebert

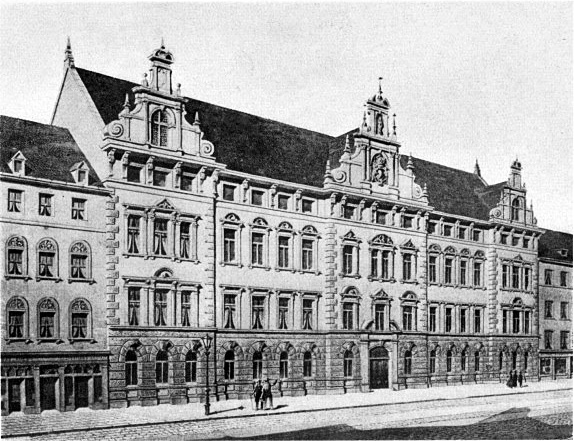
Sieberts bekanntester Bau: Der Bayerische Landtag, München, Prannerstraße (zerstört im 2. Weltkrieg), mit der von ihm entworfenen Fassade, 1884

Max Siebert, seit 1887 Ritter von Siebert, (* 24. Mai 1829 in  Neustadt an der Weinstraße; † 23. Juli 1901 in Weidenthal) war ein deutscher Architekt und bayerischer Baubeamter.

## Leben und Wirken
Max Siebert wurde geboren als Sohn des bayerischen Forstmeisters Friedrich Siebert, besuchte das Gymnasium und trat nach Abschluss seines Studiums und des darauf folgenden Referendariats in den Bayerischen Staatsdienst ein. 1856 begann er als Assistent bei der Bauinspektion München II. In dieser Zeit arbeitete er am Bau der Kirche St. Jakob in Vötting und am Umbau der alten Freisinger Domdechantei zum Lehrerseminar (jetzt Domberg 20, Amtsgericht) mit.
1858 wechselte Siebert zur pfälzischen Kreisbaubehörde nach Speyer. 1860 ließ er sich vom Staatsdienst beurlauben und wurde als Stadtbauschaffner Leiter des Bauwesens der Stadt Speyer. In dieser Zeit baute er dort die Schiffsbrücke, das Spital und die Realschule.
Siebert kehrte 1872 in den Staatsdienst zurück, 1876 wurde er zum Kreisbaurat befördert und war oberster Baubeamter der Pfalz. 1885 ernannte man ihn zum Oberbaudirektor und Leiter der Obersten Baubehörde des Königreichs Bayern.
Siebert war bayerischer Geheimrat und seit 1890 Ritter II. Klasse des Verdienstordens vom Hl. Michael. Durch die Verleihung des Ritterkreuzes des Verdienstordens der Bayerischen Krone war er 1887 in den persönlichen Adelsstand erhoben worden und durfte sich nach der Eintragung in die Adelsmatrikel „Ritter von Siebert“ nennen. 1861 heiratete er Auguste Henriette Lichtenberger, eine Tochter des wohlhabenden Speyerer Unternehmers Casimir Lichtenberger. Der Ehe entsprossen ein Sohn und drei Töchter. Zusammen mit seinem Schwager Carl Lichtenberger erscheint Siebert 1864 als Inhaber der vom Schwiegervater geerbten Krapp-Fabrik in den Gebäuden des ehemaligen Guidostifts.
Max von Siebert starb 1901 im pfälzischen Weidenthal. In München wurde die Siebertstraße nach ihm benannt.

## Bauten
- 1865–1866: Alte Synagoge in Speyer (1938 zerstört)[4]
- 1871: Schwimmender Zirkus auf dem Rhein in Form eines riesigen Mississippi-Dampfboots[5]
- 1874–1876: Katholische Pfarrkirche St. Simon und Judas Thaddäus in Weidenthal[6]
- 1876–1880: Katholische Pfarrkirche St. Bartholomäus in Weitersweiler
- 1880–1881: Evangelische Pfarrkirche in Sankt Julian
- 1880–1890: Evangelische Pfarrkirche in Harxheim
- 1881–1882: Evangelische Kirche in Oberwiesen
- 1884: Umbau und neue Fassade des Landtagsgebäudes in München, Prannerstraße (zerstört im Zweiten Weltkrieg)
- 1889: Schloss Luitpoldshöhe im Spessart
- 1890: Ludwigshalle in Göllheim
- 1891: Luitpoldbrücke in München (1899 zerstört)

## Bilder von Bauten

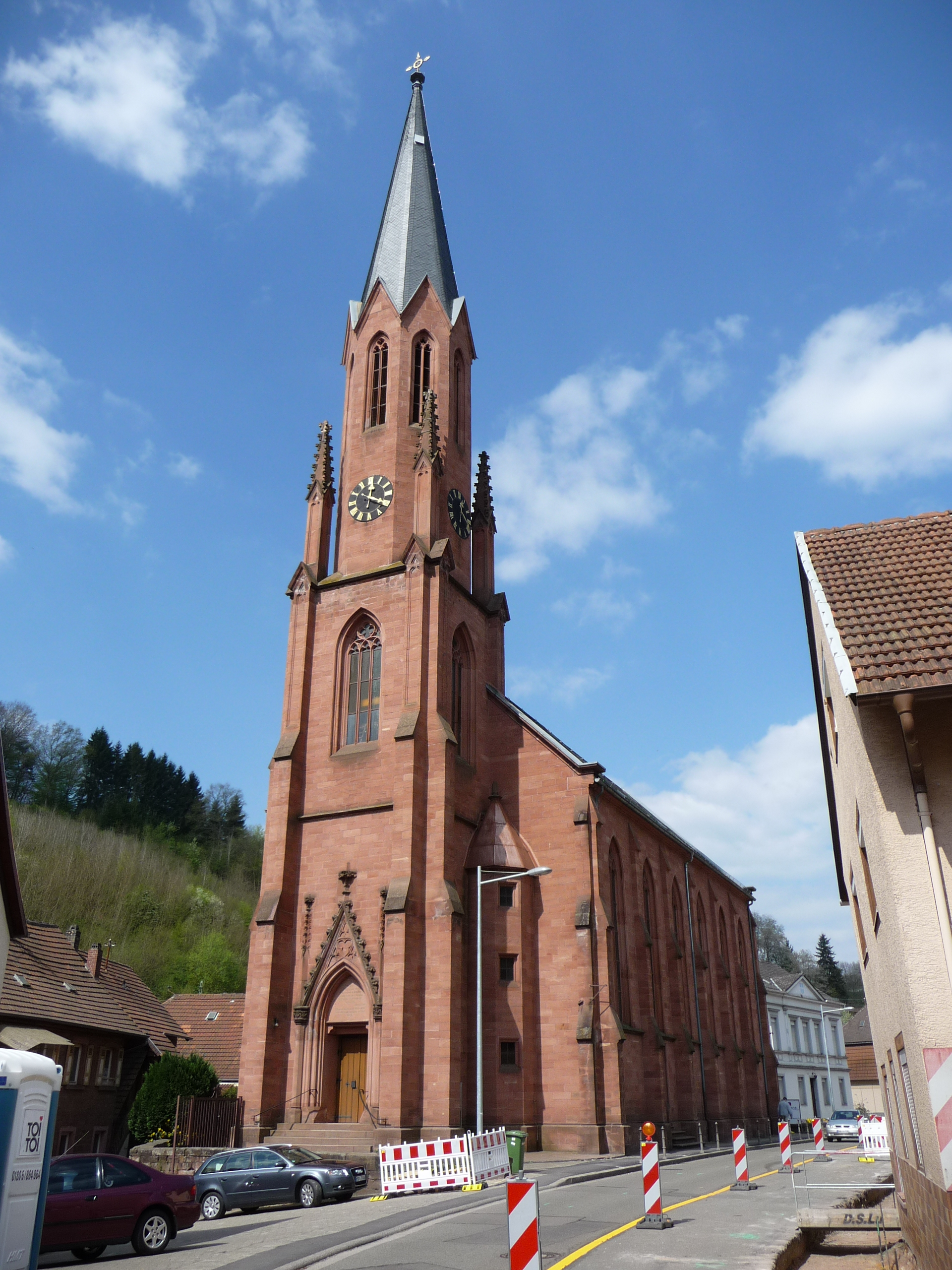
Katholische Kirche in Weidenthal
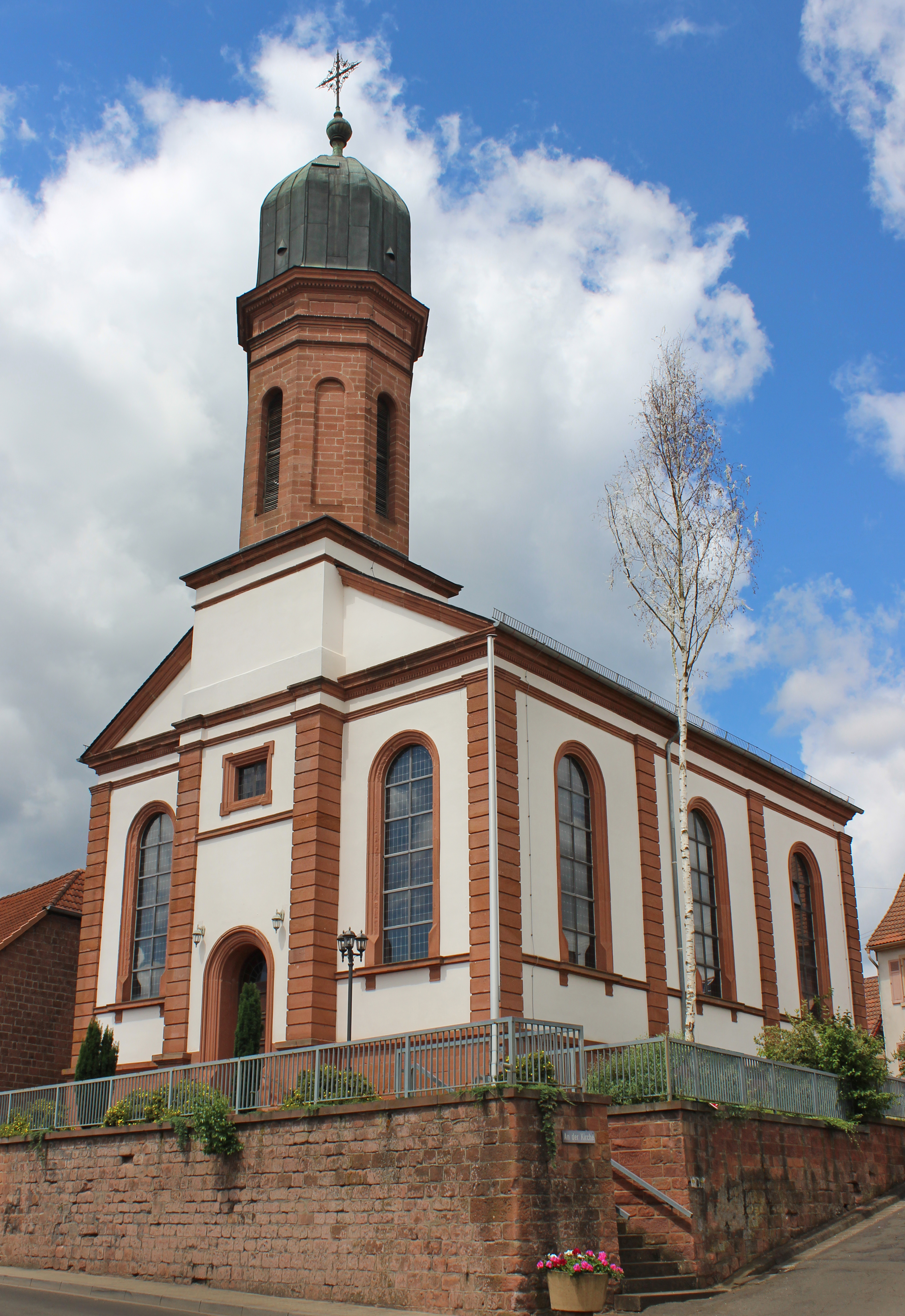
Katholische Kirche Weitersweiler
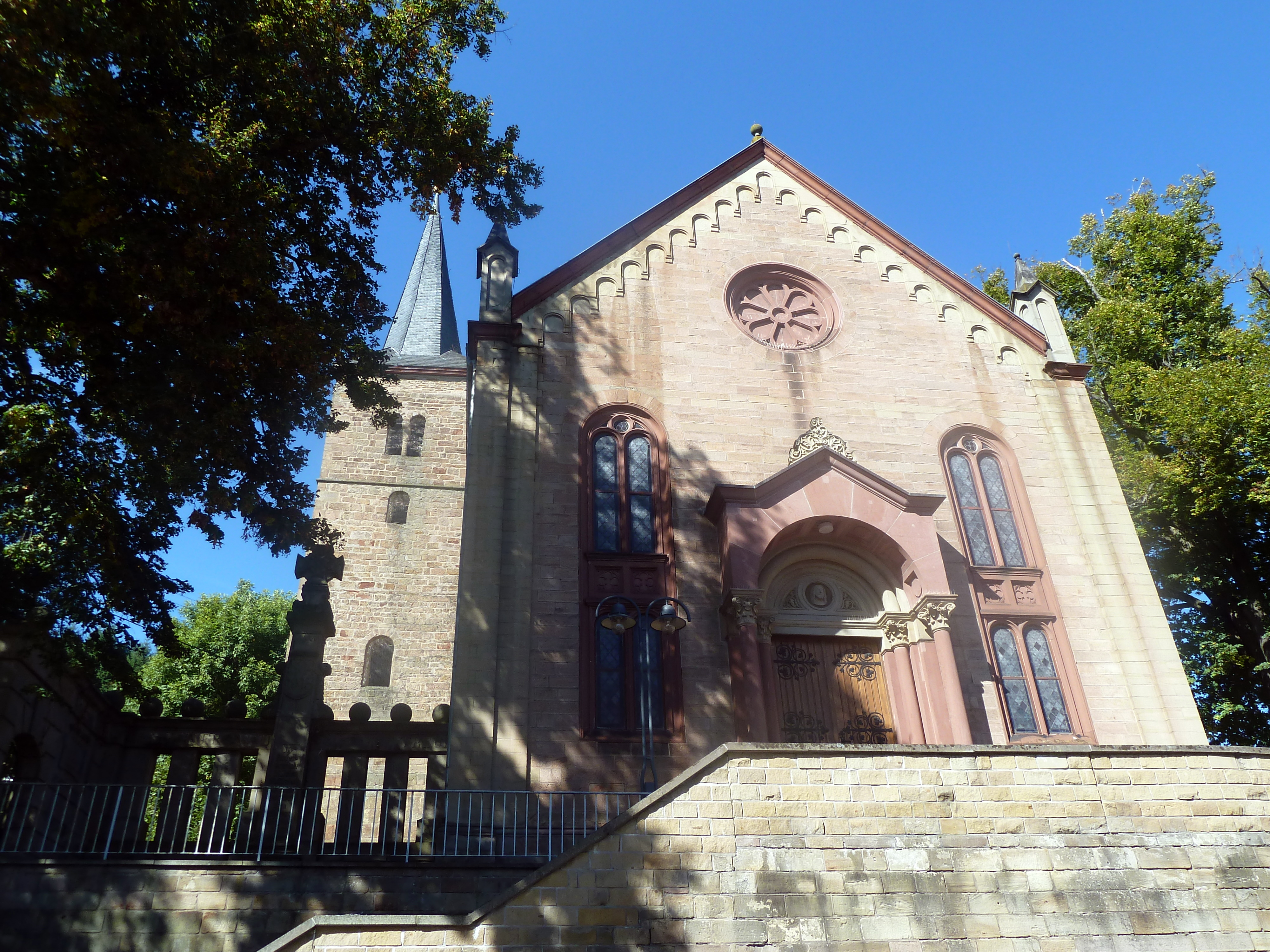
Evangelische Kirche in Sankt Julian
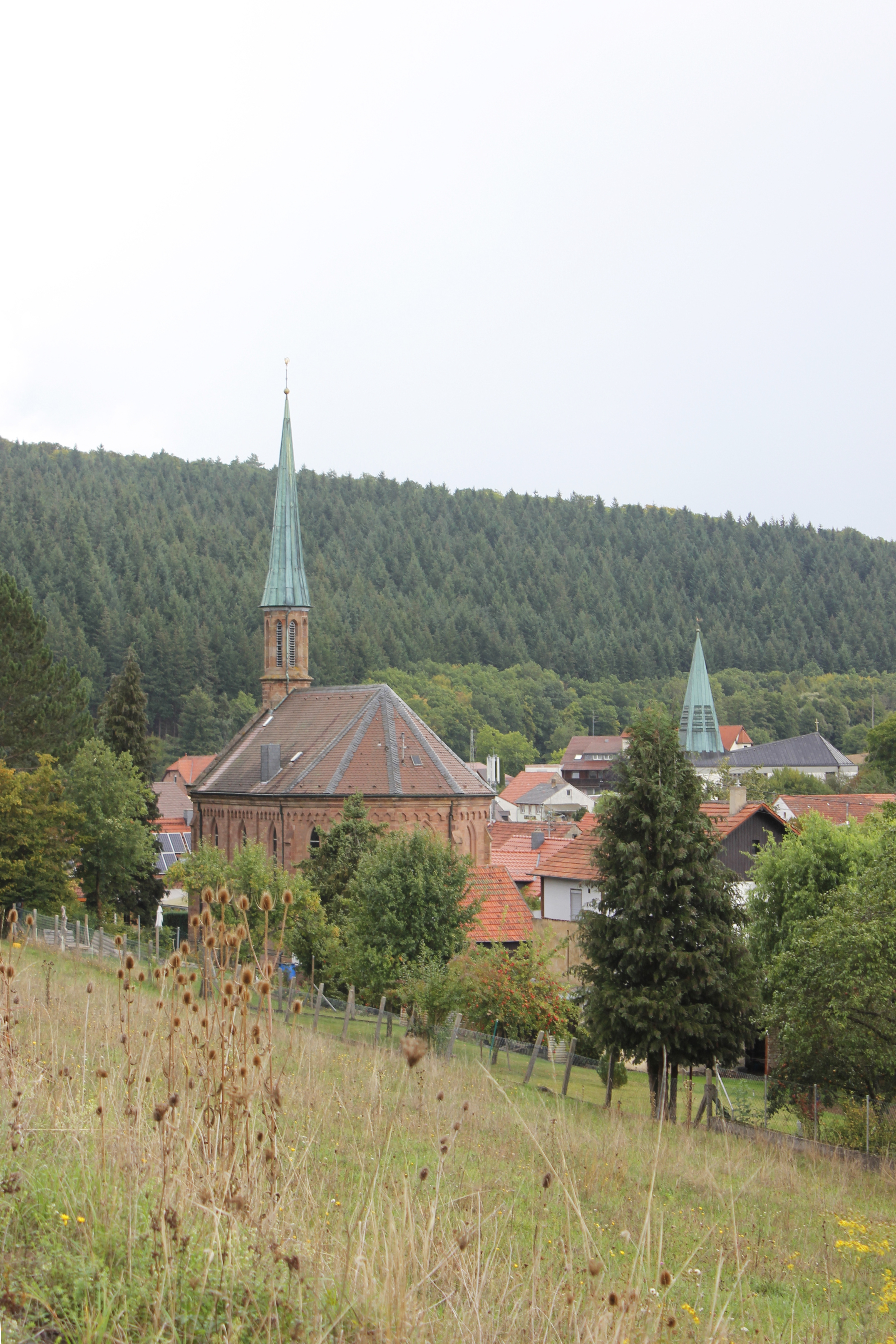
Evangelische Kirche Oberwiesen
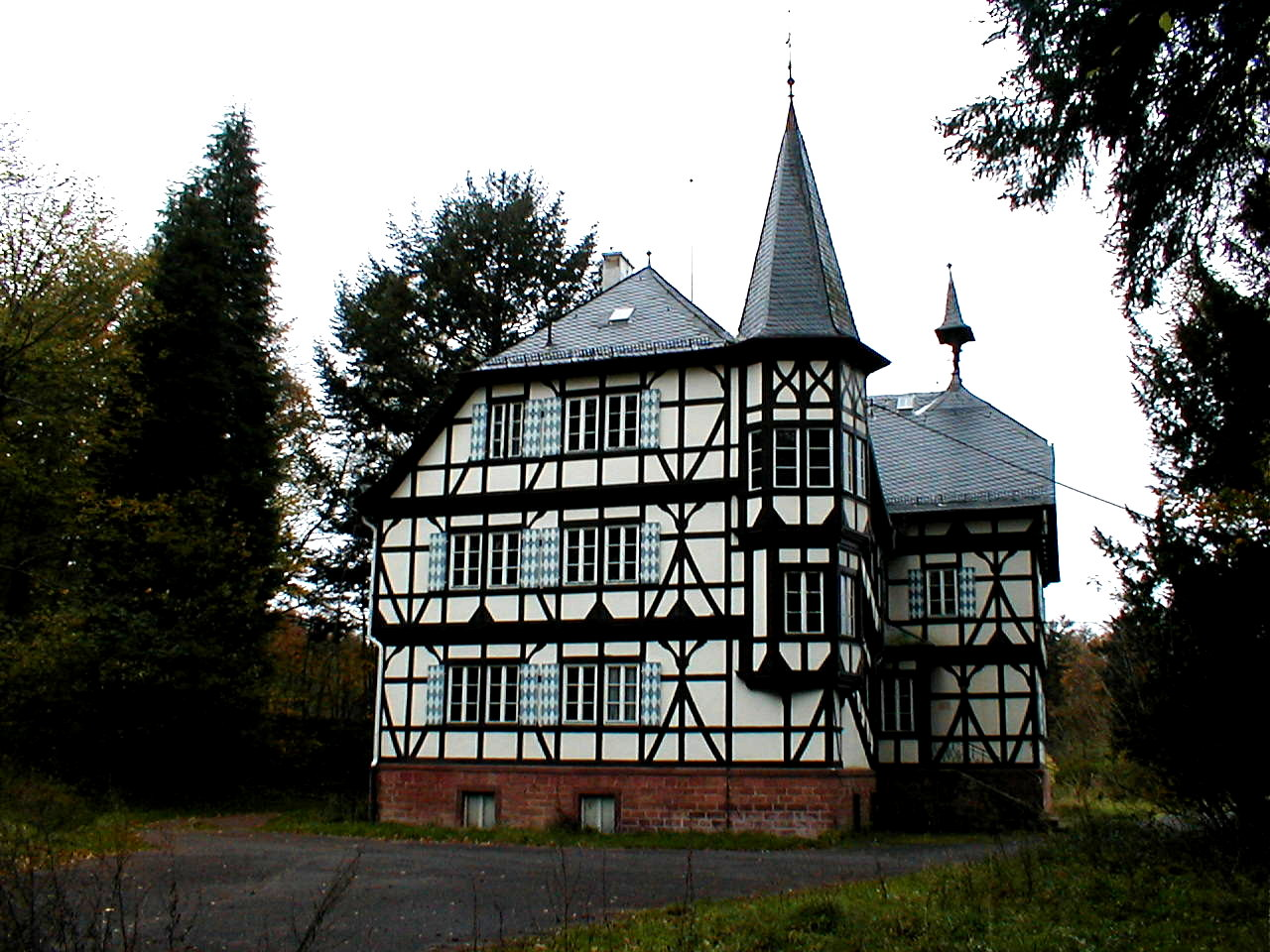
Schloss Luitpoldshöhe
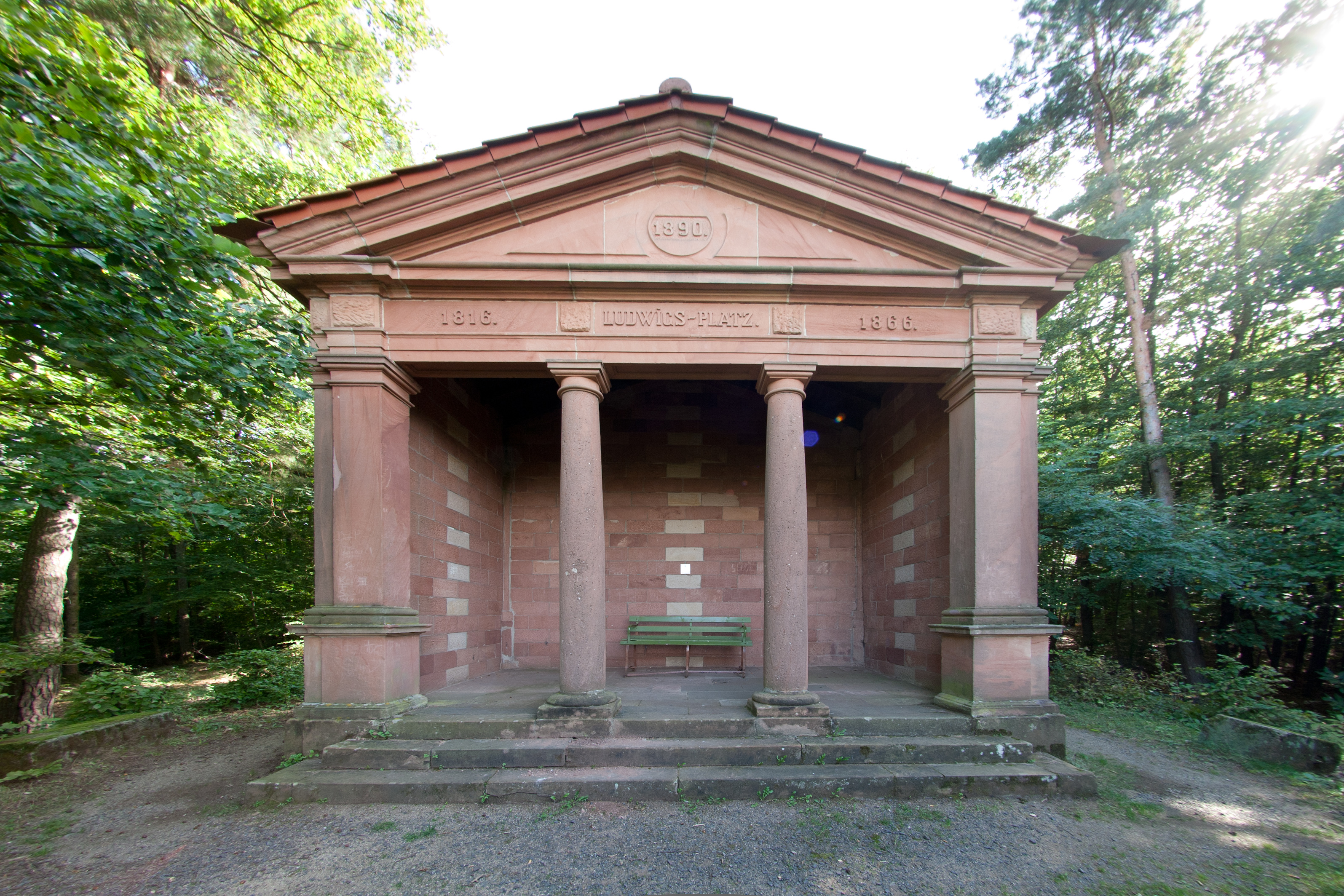
Ludwigshalle, Göllheim